# Clematis armandii
Clematis armandii is een wintergroene klimplant uit het plantengeslacht Clematis, die van nature in Centraal- en Zuid-China (ten zuiden van het Qinlinggebergte) en in het noorden van Myanmar voorkomt. Ze groeit in haar natuurlijke omgeving op een hoogte van 100–2400 m aan bosranden en hellingen in bomen en over struikgewas. Clematis armandii is, naast Clematis cirrhosa en enkele soorten uit Nieuw-Zeeland, een van de weinige Clematis-soorten die groenblijvend is. De plant werd in 1900 door Ernest Wilson naar Engeland gebracht. Ze is vernoemd naar Armand David, een Franse pater die in de 19e eeuw in China planten verzamelde.

## Kenmerken
C. armandii heeft verhoutende stengels, groeit zeer krachtig en bereikt een hoogte van 3 tot 6 m. De bladeren zijn aan beide zijden glad, leerachtig en glanzend donkergroen. Ze zijn kort gesteeld en 3- of 5-tallig. Het blad is lancetvormig, gaafrandig en 6–10 cm lang en 3–4 cm breed. De plant is groenblijvend.
C. armandii krijgt talrijke vrij kleine witte bloemen die gedurende de bloeiperiode van wit naar lichtroze verkleuren en een aangename geur verspreiden. De bloem heeft een diameter van 3–8 cm en bezit 4 tot 6 smalle kelkblaadjes die vlak zijn uitgespreid. De bloemen bloeien in trossen van 12 of meer op stelen van 0,4–8 cm, die uit de bladoksels groeien. De plant bloeit op de meerjarige stengels. De bloeitijd is van maart tot april. De zaadjes zijn ovaal en 4–5 × 2,6 mm groot.

## Variëteiten
Van C. armandii zijn de volgende variëteiten bekend:
- C. armandii var. farquhariana (Rehder & E.H.Wilson) W.T.Wang (1998)
- C. armandii var. hefengensis (G.F.Tao) W.T.Wang (1991)
- C. armandii var. retusifolia (J.Q.Fu & S.B.Ho) W.T.Wang (2003)

## Cultivars
Van C. armandii werden onder andere de volgende cultivars gekweekt:
- C. armandii 'Apple Blossom' – (kweker onbekend)
- C. armandii 'ENHAM Star' – Enham Trust (2002)
- C. armandii 'Little White Charm' – Jan Fopma (1999)
- C. armandii 'Nikkou' – Kazushige Ozawa (2003)
- C. armandii 'Snowdrift' – G. Jackman & Son (datum onbekend)

## Afbeeldingen

Cultivars
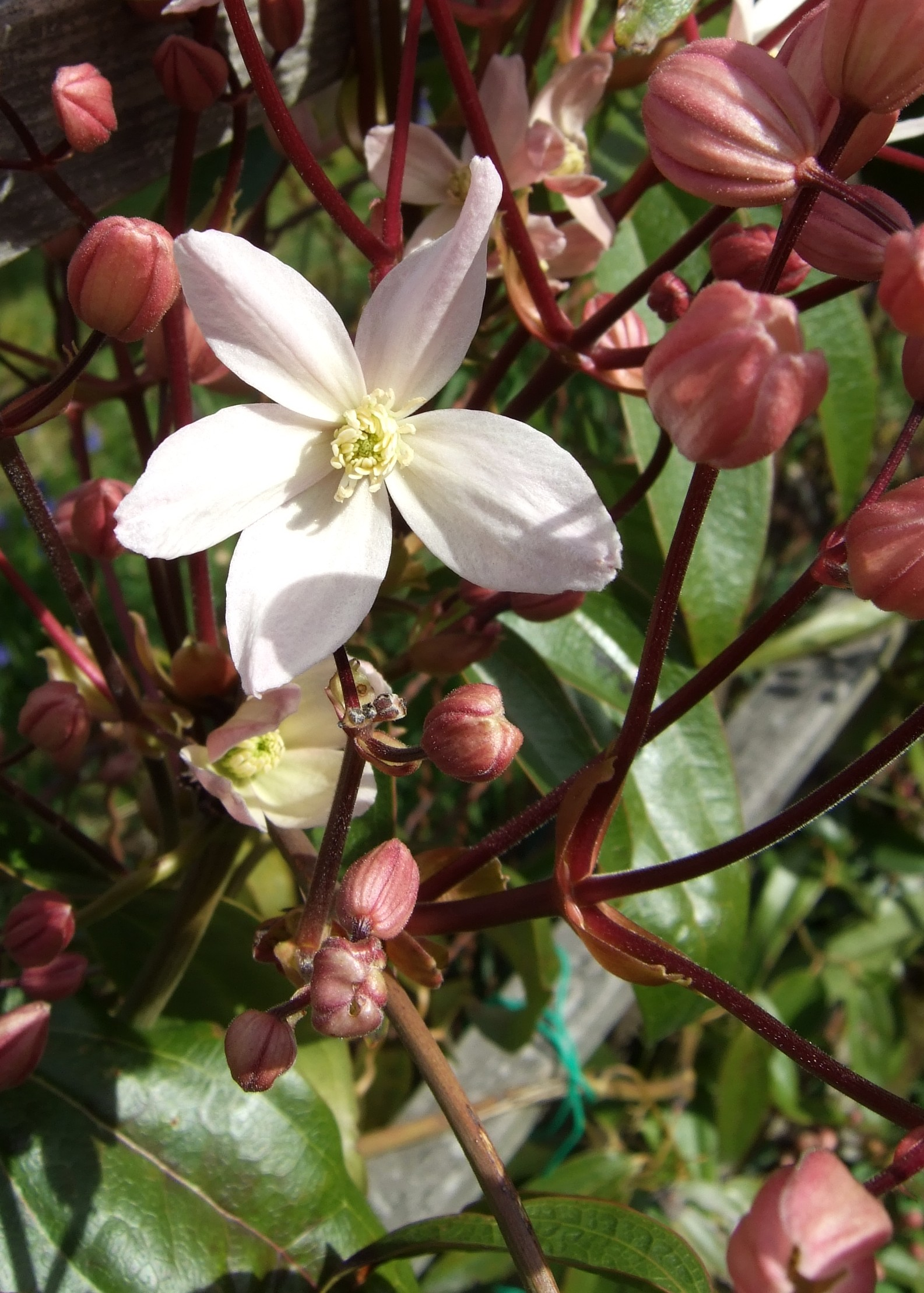
Clematis armandii 'Apple Blossom'

## Toepassingen
Clematis armandii is in België en Nederland niet voldoende winterhard.